# Frans De Vos & Voortman
Frans De Vos & Voortman was een katoendrukkerij in Gent, gelegen aan de Vogelenzang 31, die werd opgericht in 1790. 

## Geschiedenis van het bedrijf
De katoendrukkerij wordt opgericht door de uit Noord-Holland afkomstige Abraham Voortman (1758 - 1810) en Frans De Vos, een schoonbroer van Lieven Bauwens (ondernemer). Voortman staat in voor de technische kennis, De Vos zorgt voor de financiering. In 1805 trekt Frans De Vos zich terug uit de samenwerking en wordt Voortman de enige vennoot. Aan het begin van de 19e eeuw is het de grootste katoendrukkerij van Gent, er zijn op dat moment meer dan 200 arbeiders tewerkgesteld.
Tegen 1876 bestaat het bedrijf naast een drukkerij ook uit een katoenspinnerij, weverij en blekerij en vervelt het tot N.V. Texas. In 1957 volgt een fusie met N.V. La Louisiana. De fusie gebeurt vooral uit praktische overwegingen; beide bedrijven zijn immers in handen van Voortman. Het nieuwgevormde bedrijf krijgt de naam N.V. Loutex en blijft bestaan tot 1988.
In 1994 worden bijna alle fabrieksgebouwen op de site afgebroken om ruimte te maken voor het huidige AZ Sint-Lucas en het Psychiatrisch Centrum Gent-Sleidinge. De laatste restanten van de fabriek verdwijnen uiteindelijk in 2019 onder de sloophamer omwille van de bouw van nieuwe assistentiewoningen.
| Jaartal     | 1790                    | 1805                           | 1876        | 1957                        | 1988        |
| Naam        | Frans De Vos & Voortman | Voortman                       | N.V. Texas  | N.V. Loutex                 | N.V. Loutex |
| Gebeurtenis | Oprichting              | Terugtrekking van Frans De Vos | Nieuwe naam | Fusie met N.V. La Louisiana | Opheffing   |

### Villa Voortman

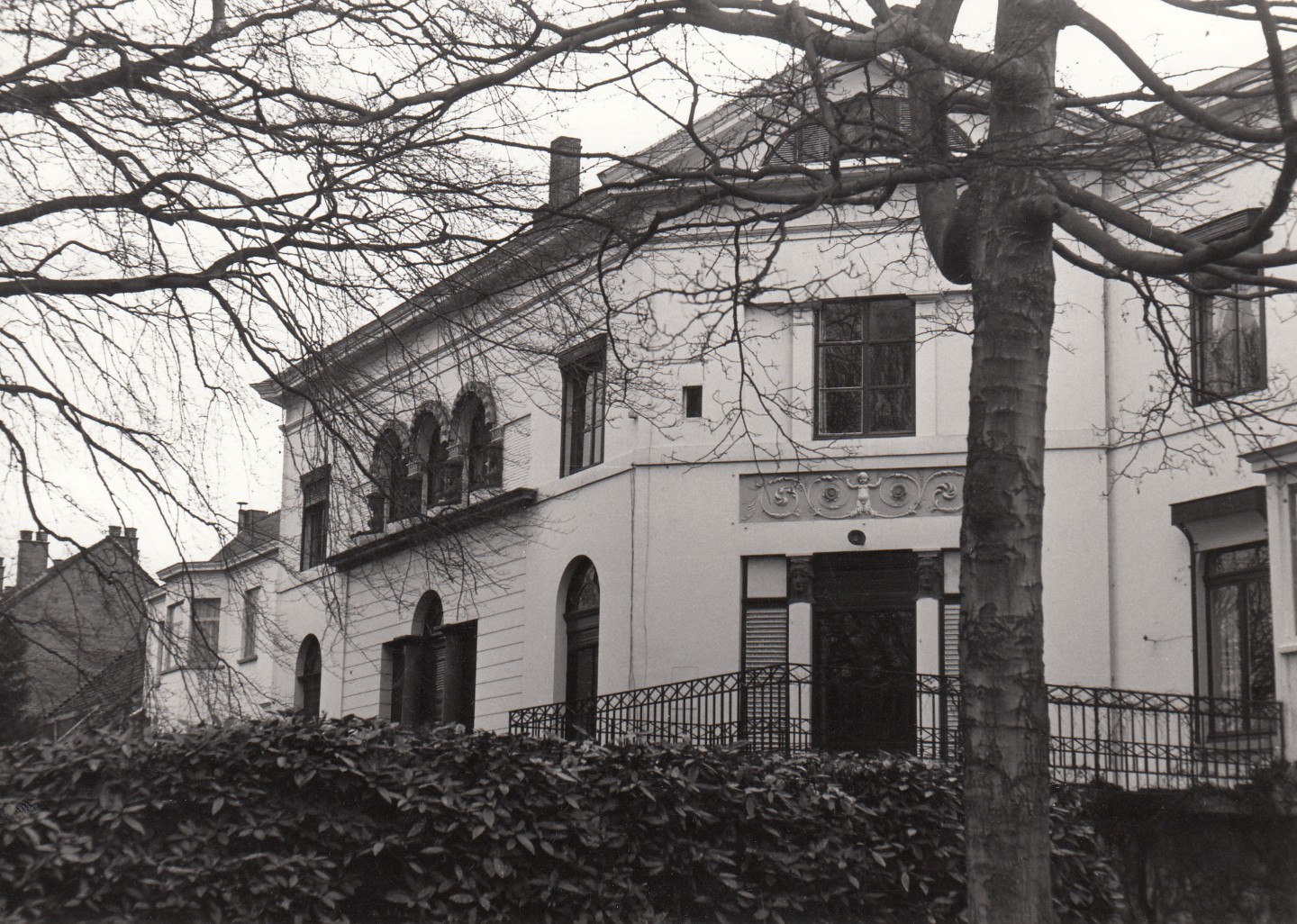
Villa Voortman

In 1810 geeft Voortman aan de Gentse architect Jean-Baptiste Pisson opdracht om een directeurswoning te bouwen aan de Vogelenzang. Hoewel Abraham Voortman nog datzelfde jaar sterft, wordt het luxueuze huis in 1816 toch gebouwd door zijn weduwe en zonen die het bedrijf overgenomen hebben. Villa Voortman is een voorbeeld van een buitenhuis in empirestijl, maar heeft een uiterst sobere voorgevel. De uitgestrekte landschapstuin met vijver vormt een groene oase tussen de fabrieksgebouwen.
Sinds 1995 is de voormalige directeurswoning beschermd als monument. De tuin van Villa Voortman is sinds de zomer van 2021 toegankelijk voor het publiek. De Stad Gent verwierf hiervoor een erfpacht van 30 jaar van vzw De Lieve, die sinds 1994 eigenaar is van Villa Voortman.

## Afrikadrukken

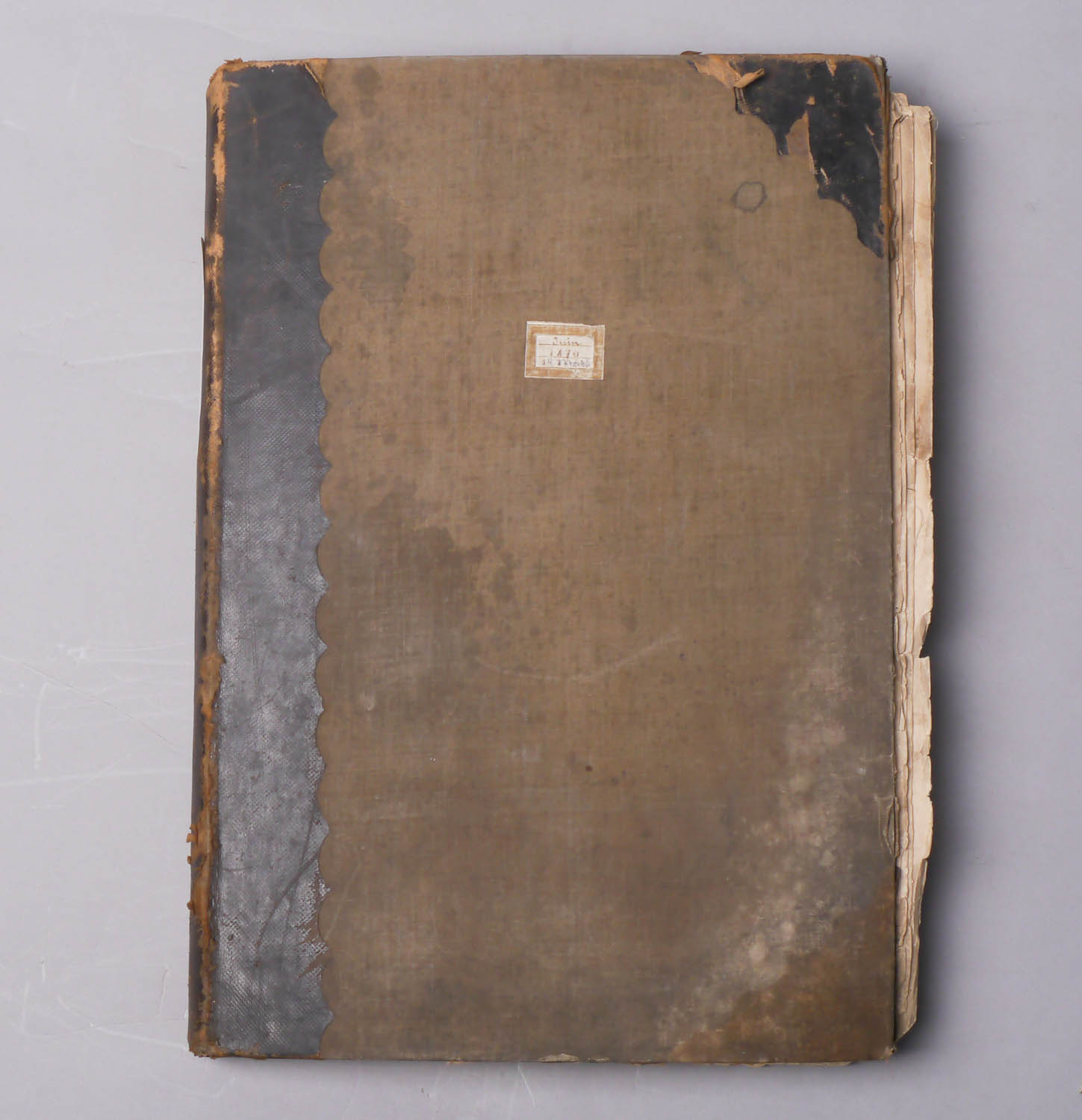
Staalboek met textielstalen van Voortman, 1870

In de periode 1870 tot 1890 produceert de firma Voortman bedrukte katoenen voor de Afrikaanse markt. In de verkoopregisters van firma Voortman worden in 1969 de eerste bestellingen voor West-Afrika vermeld. Een Nederlandse onderneming die handel dreef met Centraal-Afrika, de Nieuwe Afrikaansche Handelsvennootschap, wordt genoemd in het register van 1879-1881.
De weefsels die aangeboden werden hebben vaak een Europees karakter, zoals gaasweefsels en middelmatig dicht geweven katoen, maar er werden ook West-Afrikaanse weefsels nagebootst, zoals ruwe katoenen met verticale ribbels.
Op vlak van druktechniek opteert Voortman voor de (verouderde) techniek van de handmatige blokdruk. Er worden onder andere stoffen gedrukt die motieven van batik imiteren, maar de belangrijkste groep zijn deze die geïnspireerd zijn op de uitsparingstechniek. Hierbij worden delen van het textiel afgedekt, waarna het textiel geverfd wordt en er motieven ontstaan. De West-Afrikaanse originelen hiervan worden gemaakt met traditionele technieken zoals vouwen en doorrijgen. De nabootsing via de blokdruk gebeurt met een reservepasta die verhindert dat bepaalde delen van het weefsel gekleurd worden door het hoogreliëf op het blokdruk.
Het kleurgebruik van de drukken is afgestemd op de West-Afrikaanse smaak. Voortman maakt gebruik van de kleurstof Indigo voor het blauw verven van de weefsels, wat ook in de traditionele West-Afrikaanse weefsels de meest gebruikte kleurstof is. 
In 1889 wordt de katoendrukkerij van de firma gesloten, dus houden ook de bestellingen voor West-Afrika op. Pas enkele jaren later, in 1893, bereiken de eerste Nederlandse wax prints Afrika. De eigenlijke doorbraak van de Afrikadrukken op de West-Afrikaanse markt vindt dus pas echt plaats na de sluiting van de Gentse katoendrukkerij.

## Boek
In 2015 verschijnt bij Academia Press het boek Voortman. De begindagen van de Gentse katoenindustrie. In deze historische roman schetst auteur Mark Scholliers aan de hand van het levensverhaal van Abraham Voortman het ontstaan van de industriële samenleving in Gent.